# Zofia Rydet
Zofia Rydet (Stanislawow, 5 mai 1911 - Gliwice, 24 août 1997), est une photographe polonaise, connue pour plusieurs ouvrages et séries photographiques, mais surtout pour une série de clichés, réalisés dans le cadre d'un projet documentaire, Zapis Socjologiczny, sur une durée de plus de 20 ans.

## Biographie
Zofia Rydet est née en 1911 à Stanislawow, (ce qui peut correspondre à l’ancien nom de la ville de Ivano-Frankivsk, située depuis 1991 en Ukraine). 
Elle découvre la photographie dans les années 1930, réalisant alors ses premiers clichés. Après la Seconde Guerre mondiale, elle tient un commerce de jouets et de papeterie, à Gliwice. Dans les années 1950, elle revient à la pratique de la photographie et prend des photos d’enfants,. Elle adhère aussi à l’association des photographes de Gliwice en 1954.  Dans les réunions de cette association, elle rencontre des photographes actifs dans la documentation des changements de la Pologne après-guerre, induits notamment par la mise en œuvre des idées communistes dans la société. En 1961, elle fait une première exposition de ces créations, adhère cette fois à l’Association polonaise de photographes professionnels, la Związek Polskich Artystów Fotografików (ou ZPAF), et publie en 1965 un recueil de ces photos, un ouvrage conçu avec le graphiste Wojciech Zamecznik (en) (1923-1967). 
À la fin des années 1960, elle crée une série de photomontages, qui font l’objet d’un deuxième ouvrage, publié en 1979.
Mais son principal projet photographique, qui a marqué les esprits, qui fait partie de l’histoire de la photographie en Pologne et  dont les résultats ont fait l’objet de plusieurs expositions dans différents pays, est une impressionnante série de dizaines de milliers de photographies,,,. Ce projet a été appelé Zapis Socjologiczny [Répertoire sociologique] et l’a occupée pendant plus de vingt ans, de 1978 à 1989. Elle avait le sentiment que l’évolution du monde s’accélérait et que son pays, par exemple,  pouvait sortir du bloc soviétique, avec comme conséquence de profonds changements dans la société (la fin des années 1970, c’est la période où règne en Pologne une agitation ouvrière persistante contre le régime communiste, et pendant laquelle un évêque polonais, l'évêque de Cracovie, Karol Wojtyła est élu pape). Elle veut  enregistrer le quotidien des habitants dans les campagnes,  en Pologne, dans la région de Silésie, et au-delà. Elle parcourt le pays, frappe aux portes, s’introduit chez les gens, discute avec eux (pour les mettre en confiance, mais aussi par intérêt pour leur mode de vie), puis leur explique son projet en leur demandant, surtout, de ne pas changer de tenue. Ensuite, avec un protocole toujours identique, armée d’un appareil photo doté d’un objectif grand angle et d’un flash puissant (soulignant les moindres détails de ces intérieurs), elle photographie le ou les sujets pris de face, assis à quelques mètres d’elle. Ce travail a été comparé à celui d’un photographe allemand, commencé dans les années 1920, August Sander,. C’est pour elle l'œuvre de sa vie et elle est pressée. Elle ne prend le temps de développer qu’une faible partie des clichés. Elle explique : « J'ai besoin de prendre des photos immédiatement - c'est comme une dépendance, comme la vodka pour un alcoolique ».
Elle meurt en 1997 à Gliwice, à 86 ans.